# Kun Bi
Kun Bi (Jinzhou, 12 novembre 1995) è un velista cinese, vincitore della medaglia di bronzo olimpica nella Classe RS:X a Tokyo 2021.

## Palmarès

### Giochi olimpici
- 1 medaglia:
  - 1 bronzo (RS:X a Tokyo 2021)

### Giochi asiatici
- 2 medaglie:
  - 2 ori (Sorrento 2014, Santander 2020)